# Cinetata
Cinetata Wunderlich, 1995 è un genere di ragni appartenente alla famiglia Linyphiidae.

## Distribuzione
L'unica specie oggi attribuita a questo genere è stata rinvenuta in varie località dell'Europa.
Alcuni rinvenimenti di questo ragno sono stati effettuati in Italia settentrionale.

## Tassonomia
Per la determinazione delle caratteristiche della specie tipo fa fede lo studio su Cineta gradata (Simon, 1881).
A maggio 2011, si compone di una specie:
- Cinetata gradata (Simon, 1881)[4] — Europa